# 黄肠题凑

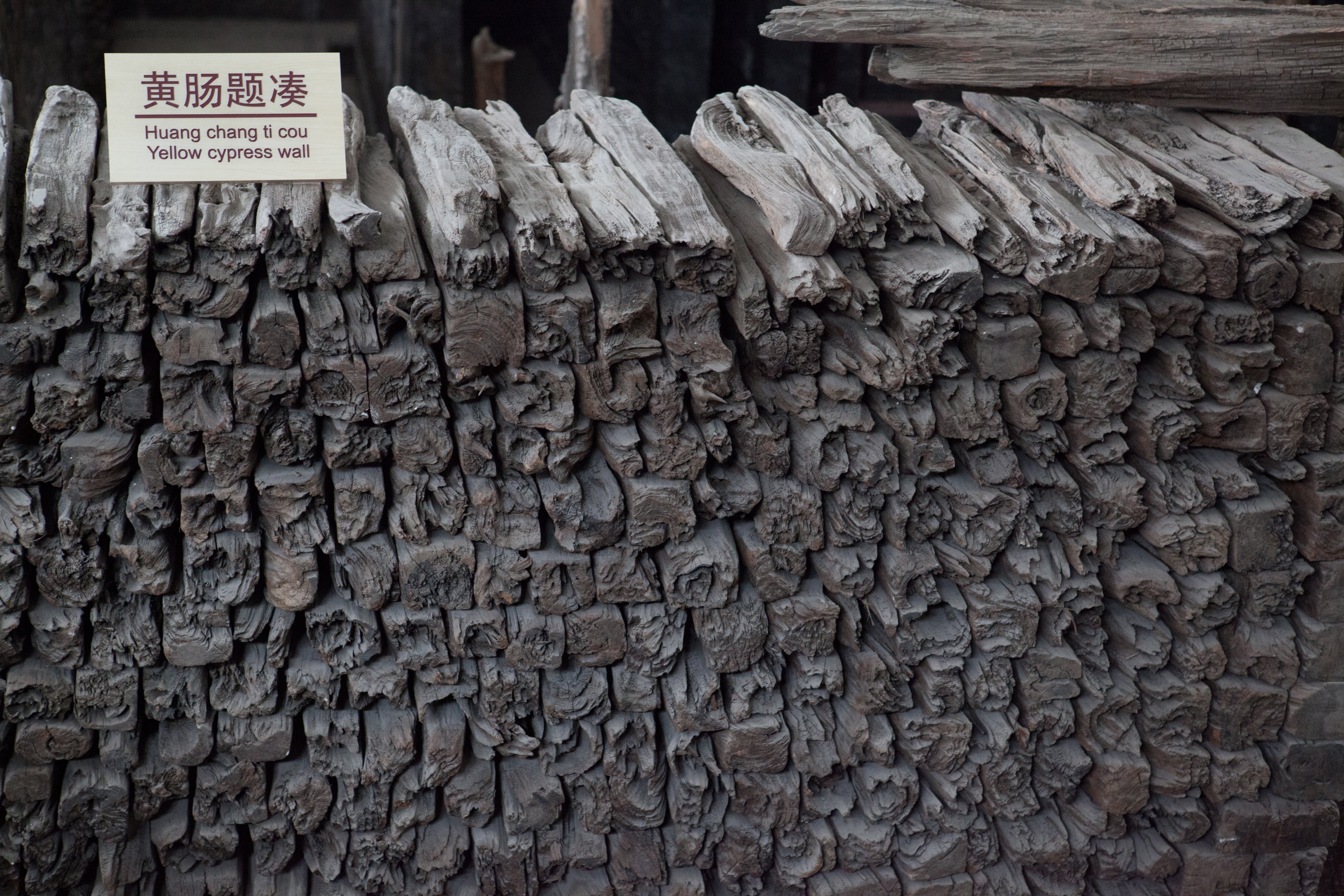
大葆台汉墓的黄肠题凑

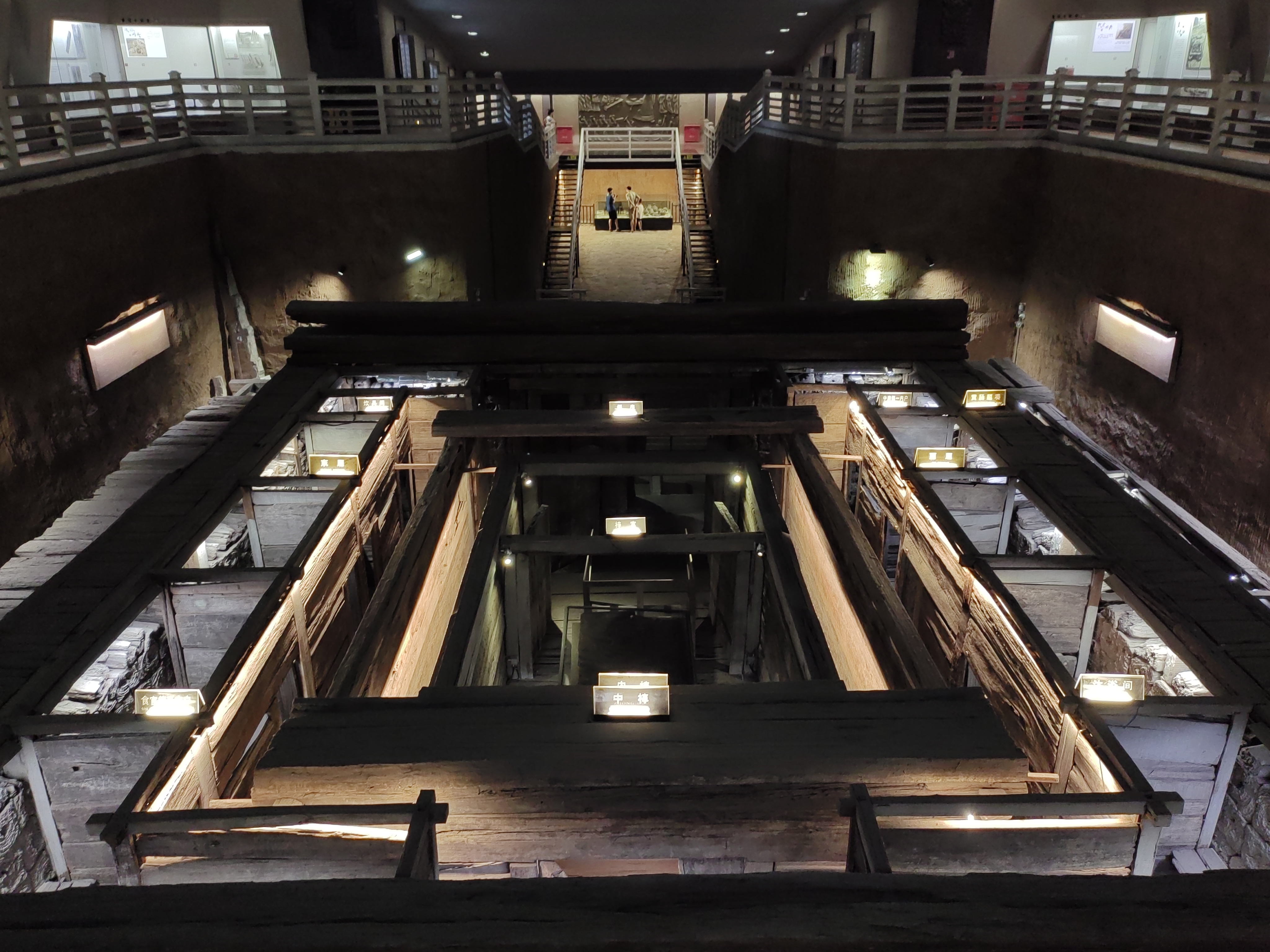
天山汉墓的黄肠题凑

黄肠题凑是中国春秋时期至汉朝时的墓葬型制，和玉衣、梓宫、便房、外藏椁同为帝王规格陵墓的组成部分，使用者主要是皇帝及其妻妾、宠臣及诸侯国国王与王后，但经朝廷特赐，一些勋臣贵戚也可使用。例如汉宣帝曾赐霍光黄肠题凑入葬。20世紀以來中國發掘出最大墓葬之一的秦公一號大墓，其槨室的柏木便是採用“黃腸題湊”槨具。
黄肠题凑中的“黄肠”指黄心的柏木，“题”指题头，即木材接近根部的一端，“凑”指向内聚合。黄肠题凑就是用黄心柏木在棺椁外垒叠起来，全部题头向内。例如西漢廣陵王劉胥的天山汉墓，其雖無類似馬王堆漢墓之葬品（已被盜多次），但葬制本身十分考究。
到了东汉，黄肠石逐渐取代黄肠木，黄肠题凑逐渐绝迹。